# Souk Kriaa
Le souk Kriaa (arabe : سوق قريعة), communément appelé souk Msakkaf, est un marché couvert situé à l'extérieur des remparts nord de la médina de Sfax, en face de Bab Jebli. Il abrite principalement des commerces d’étoffes, d’électroménager et des boucheries.

## Histoire et étymologie
Conçu par l'architecte français Bernard Zehrfuss, le souk est inauguré en 1953. En 2000, il est classé comme monument par l'Institut national du patrimoine.
Ce marché porte le nom de son entrepreneur, le maître maçon sfaxien Mohamed Kriaa.

## Description
Le souk se présente sous forme d'un pentagone irrégulier avec quatre ailes voûtées et une entrée monumentale coiffée d'une coupole sur pendentifs. Le tout circonscrit le fameux marché aux poissons.

## Architecture
Après la Seconde Guerre mondiale, la pénurie de matériaux de construction (fer, ciment, etc.) favorise le recours aux matériaux locaux pour l'édification du marché. Il est ainsi construit à la manière traditionnelle en moellons de pierre locale avec un mortier de chaux. Pour la toiture, on opte pour des coupoles et des voûtes en berceau à base de briques de terre cuite, reposant sur de grands arcs légèrement brisés. Ceci favorise l'intégration paysagère et esthétique du marché dans son environnement, au point qu'il reste perçu comme un prolongement de la médina. Bien intégré dans son milieu, cet édifice constitue un élément indissociable dans le paysage urbain du centre de Sfax.

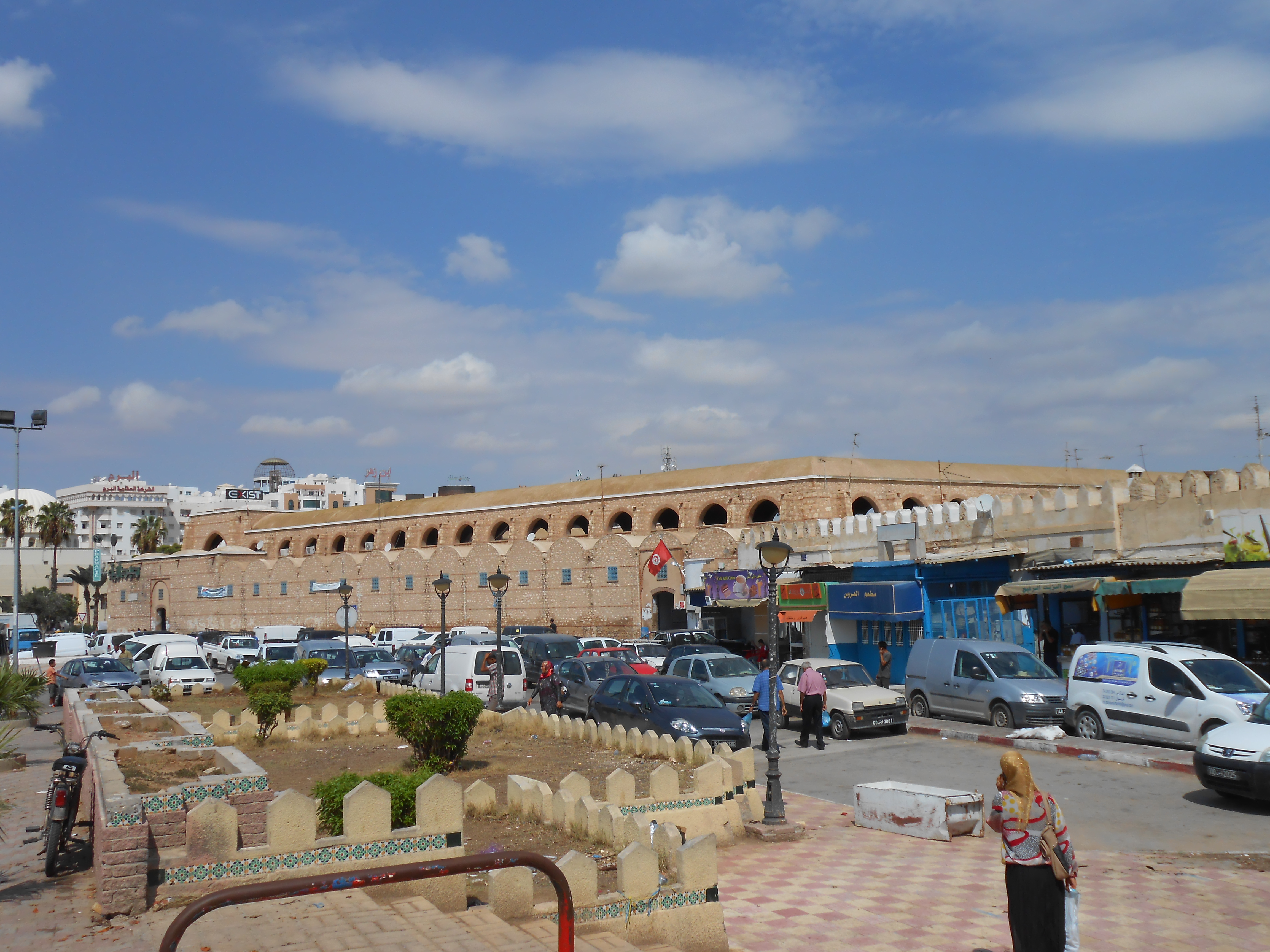
Façade du souk.
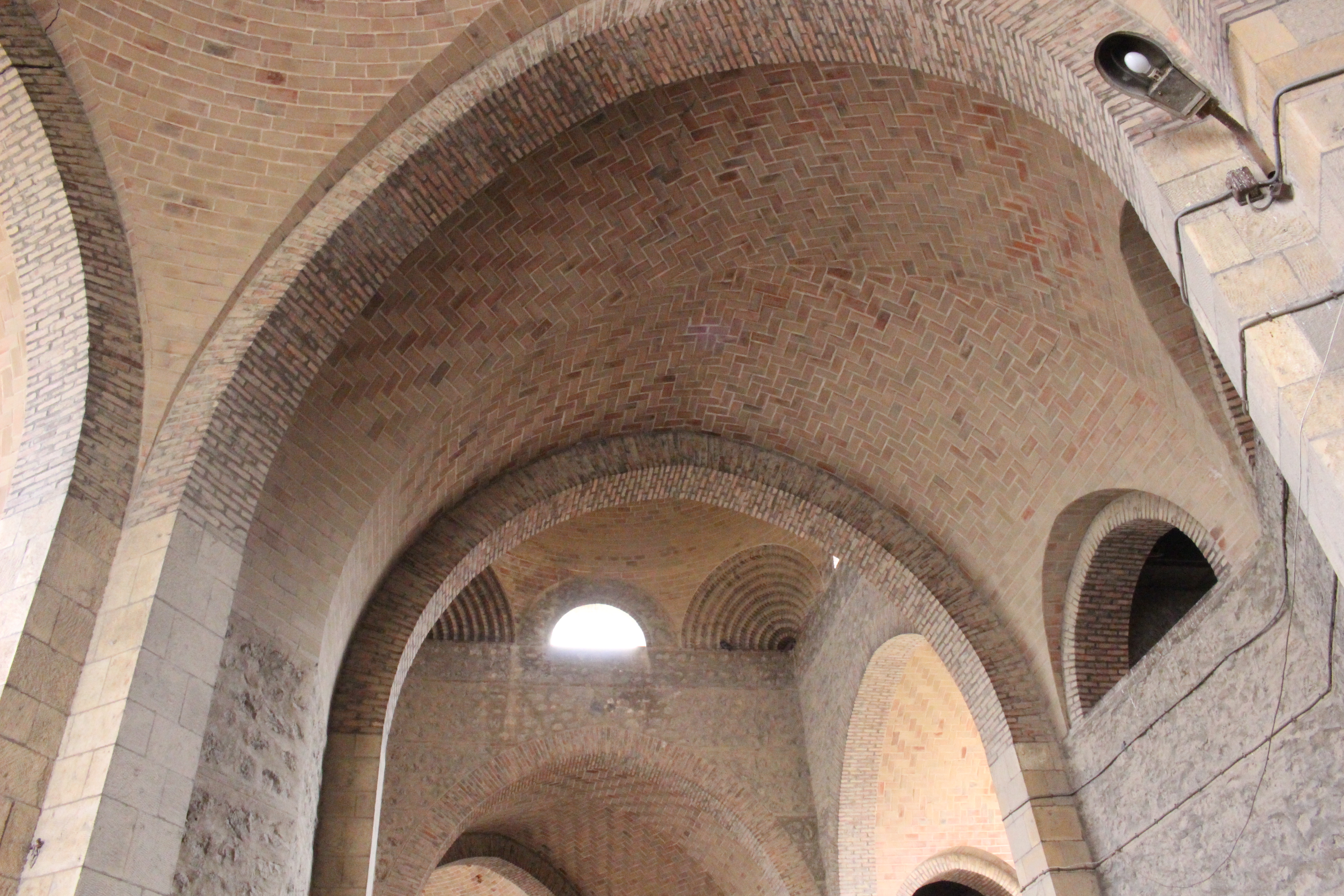
Dômes du souk.
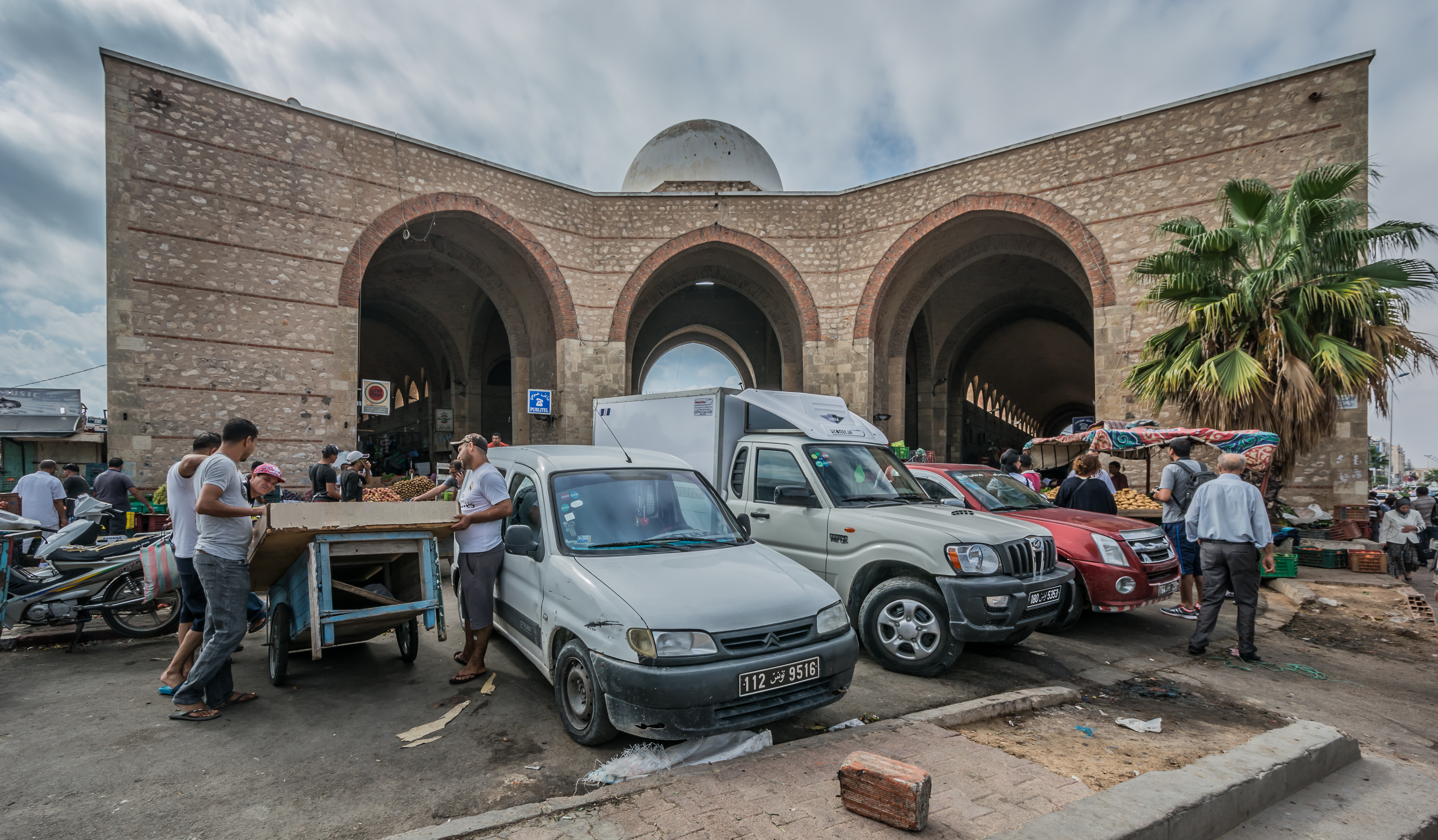
Entrée du souk.